# Luglon
Luglon (gaskonsko Luc Long) je naselje in občina v francoskem departmaju Landes regije Akvitanije. Naselje je leta 2009 imelo 331 prebivalcev.

## Geografija
Kraj leži v pokrajini Gaskonji znotraj naravnega regijskega parka Landes de Gascogne, 30 km severozahodno od Mont-de-Marsana.

## Uprava
Občina Luglon skupaj s sosednjimi občinami Commensacq, Escource, Labouheyre, Lüe, Sabres, Solférino in Trensacq sestavlja kanton Sabres s sedežem v Sabresu. Kanton je sestavni del okrožja Mont-de-Marsan.

## Zanimivosti
- cerkev sv. Lovrenca in Geroncija;